# Nigel Pearson
Nigel Graham Pearson (Nottingham, 21 de agosto de 1963) é treinador e ex-futebolista inglês que atuava como zagueiro. Atualmente está sem clube. 

## Carreira

### Como jogador
Nascido em Nottingham, iniciou sua carreira no Heanor Town. Uma temporada e meia depois, em novembro de 1981, acabou se transferindo para o Shrewsbury Town. Porém, sua estreia aconteceu apenas na temporada 1982-83, na derrota para o Oldham Athletic.
Em 12 de outubro de 1987, Pearson foi contratado pelo Sheffield Wednesday, custando um valor total de duzentas e cinquenta mil libras. No Wednesday, conquistou o título da Copa da Liga na temporada 1990-91, sendo eleito o melhor jogador da final. Também foi finalista com a equipe do mesmo torneio na temporada 1992-93, juntamente na FA Cup. Acabou não disputando as finais, pois na semifinal acabou quebrando a perna.
Duas temporada depois, foi contratado pelo Middlesbrough, por setecentos de cinquenta mil libras. No Middlesbrough, Pearson permaneceu até 1998, quando encerrou a carreira.

### Como treinador
Na temporada seguinte após sua aposentadoria, Pearson assumiu o comando do Carlisle United, evitando o rebaixamento da equipe ao fim da temporada. Após esse feito como treinador, foi contratado como assitente de Gary Megson no Stoke City. Logo, Megson foi despedido, mas Pearson continuou no cargo até 2001.
Em 2004, foi contratado como assistente de Bryan Robson (então treinador do Middlesbrough, quando Pearson foi contratado) no West Bromwich Albion. Em setembro de 2006, após Robson deixar o comando da equipe, Pearson assumiu como interino, mas ficando pouco tempo. Após sair do West Brom, assumiu como diretor do Sheffield Wednesday, e posteriormente, foi em duas oportunidades treinador interino do Newcastle United.
Também assumiu como assistente de Stuart Pearce no comando da seleção inglesa sub-21 em 1 de fevereiro de 2007. Treinou o English Team em uma oportunidade, no empate em três gols contra a Itália, em 24 de março de 2007. Depois, foi anunciado como diretor do Southampton, e mais tarde assumiu como treinador, mas permanecendo apenas três meses no cargo, não obtendo bons resultados.
Em 20 de junho de 2008, Pearson foi anunciado como treinador do Leicester City. Na equipe, conquistou seu primeiro título como treinador, a terceira divisão inglesa. Na temporada seguinte, disputando a segunda divisão, terminou entre os seis melhores (na quinta posição), garantindo uma vaga nos playoffs. Porém, acabou sendo eliminado nos pênaltis para o Cardiff City na primeira rodada.
Foi anunciado como novo treinador do Hull City em 29 de junho de 2010. Retornou ao Leicester em 16 de novembro de 2011 sob o comando do novo CEO dos Foxes, Vichai Raksriaksorn. O clube se encontrava na 12ª posição naquele momento na Championship League.
Pearson até começou bem, conseguindo 7 pontos em três jogos, levou o time ao top-6 pela primeira vez em mais de 1 ano e meio, entretanto, a sequência positiva acabou ao enfrentar o Hull City e perder por 2-1 com um gol tardio de Robert Koren. Foi chamado de Judas pelos torcedores do clube que anteriormente treinou e dali adiante, as Raposas ficariam 5 partidas sem vitória. Acabou com a seca de vitórias ao vencer o Crystal Palace por 2-1 ao colocar Aleksandar Tunchev no time titular e promover as jóias da base Tom Kennedy e Liam Moore. O treinador foi expulso na partida contra o Boro que terminou empatada em 2-2. O árbitro alegou que Pearson demorou demais para voltar a campo com seu time, Nigel se defendeu dizendo que tinha que passar instruções aos seus jogadores e não havia motivo para o apressarem. O técnico apelou e foi livrado da punição pela FA Association. Após uma temporada inconsistente, findou em nono lugar na competição.
O Leicester teve uma temporada de altos e baixos em 2012-13. Perdeu três dos cinco primeiros jogos na liga e caiu fora no 2º round da Copa da Liga para o Burton Albion (time da League Two - quarta divisão inglesa), no entanto, conseguira 5 vitórias nos compromissos seguintes e reagiu na tabela. Em janeiro de 2013, o time figurou em segundo lugar, atrás do Cardiff City. A partir desse momento, a campanha tornou-se uma gangorra. Quase não se classificam aos playoffs de ascensão à Premier League. Venceram o Nottingham Forest na última rodada por 3-2. Após vencer o primeiro jogo por 1-0 contra o Watford nas semifinais do playoff, perdeu o jogo de volta por 3-1. Anthony Knockaert desperdiçou sua cobrança e gerou o contra-ataque para os Hornets marcarem o terceiro gol no final da partida e fechar o caixão.
A temporada 2013-14 foi marcada pela liderança tranquila e pouco questionada dos Foxes na Championship. Terminaram como campeões da segunda divisão inglesa e foram promovidos à Premier League.
Na temporada 2014-15, o clube até começou bem e surpreendeu a liga vencendo o Manchester United por 5-3. Só que não conseguiu mais ganhar e acabou na zona do rebaixamento. Em fevereiro de 2015, a imprensa espalhou que Pearson havia sido demitido, mas não sem gerar confusão. A diretoria do clube esclareceu a situação e confirmou que os boatos eram mentira e que Nigel seguiria no comando do time. Conseguiu vitórias sobre o West Ham, West Brom. Swansea e Burnley. Perdeu apenas para o Chelsea de José Mourinho por 3-1. Em abril foi escolhido como o técnico do mês por causa da arrancada das Raposas para fugir do rebaixamento. No dia 16 de maio de 2015, confirmou a escapada do rebaixamento ao empatar sem gols com o Sunderland. O clube acabaria na 14ª posição e seria o terceiro time a se livrar do descenso após passar o Boxing Day na lanterna do campeonato.
No dia 30 de junho de 2015 foi demitido. O clube admitiu que a relação entre o clube e o treinador estavam ''inviáveis''. Sua demissão está relacionada ao vídeo polêmico gravado por seu filho e alguns jogadores na pré-temporada do clube na Tailândia. Foi substituído pelo improvável Claudio Ranieri, responsável pelo título inédito do Leicester City. Jornalistas creditam Pearson por construir o time que ganhou a liga, análise também corroborada por Riyad Mahrez.
Após se desligar um ano do futebol, foi apontado como o novo técnico do Derby County em 27 de maio de 2016. Quatro meses depois, o diretor do clube Mel Morris afastou Pearson do cargo. O diretor já havia se desentendido com Nigel e era contra o uso de drones em treinamentos. O técnico deixou o cargo uma semana depois, sob mútuo consentimento. Os Carneiros estavam na 20ª posição na segunda divisão inglesa naquele momento.
Virou técnico do time belga Oud-Heverlee Leuven em 22 de setembro de 2017. Foi demitido no dia 3 de fevereiro de 2019.
No dia 6 de dezembro de 2019, tornou-se técnico do Watford, sendo ele o terceiro técnico dos Hornets nessa temporada. No dia 29 de fevereiro de 2020, o Watford bateu o Liverpool por 3-0, encerrando a invencibilidade do clube inglês no campeonato. No dia 19 de julho de 2020, foi demitido do Watford faltando 2 jogos para o fim da liga. Assumira o time quando estavam na última posição a sete pontos do primeiro time à sua frente e foi despachado do clube que estava 3 pontos acima da zona do rebaixamento. O clube teria sua relegação decretada ao perder esses últimos dois jogos.
No dia 22 de fevereiro de 2021, seria contratado pelo Bristol City até o fim da temporada. Foi demitido no dia 29 de outubro de 2023, após ser derrotado por 2-0 para o Cardiff City no dia anterior. Na ocasião, o clube havia perdido cinco das sete últimas partidas e se encontrava na 15ª colocação.